# Leghosszabb tengerszorosok listája
Ez az oldal a Föld 30 leghosszabb tengerszorosának listáját tartalmazza.
| Sorszám | Szoros neve            | Elhelyezkedése                           | Hosszúság (km) | Szélesség (km) |
| ------- | ---------------------- | ---------------------------------------- | -------------- | -------------- |
| 1.      | Mozambik-csatorna      | Indiai-óceán                             | 1760           | 422            |
| 2.      | Davis-szoros           | Baffin-öböl – Atlanti-óceán              | 1170           | 330            |
| 3.      | Malaka-szoros          | Andamán-tenger – Dél-kínai-tenger        | 780            | 36             |
| 4.      | Makasari-szoros        | Celebesz-tenger – Jáva- és Flores-tenger | 720            | 120            |
| 5.      | Hudson-szoros          | Hudson-öböl – Labrador-tenger            | 700            | 60             |
| 6.      | Tatár-szoros           | Ohotszki-tenger – Japán-tenger           | 663            | 324            |
| 7.      | Magellán-szoros        | Csendes-óceán – Atlanti-óceán            | 600            | 4              |
| 8.      | Dánia-szoros           | Grönlandi-tenger – Irminger-tenger       | 530            | 287            |
| 9.      | Drake-átjáró           | Bellingshausen-tenger – Scotia-tenger    | 460            | 1100           |
| 10.     | Torres-szoros          | Arafura-tenger – Korall-tenger           | 400            | 85             |
| 11.     | Tajvani-szoros         | Dél-kínai-tenger – Kelet-kínai-tenger    | 380            | 135            |
| 12.     | Bass-szoros            | Tasman-tenger – Indiai-óceán             | 317            | 224            |
| 13.     | Floridai-szoros        | Mexikói-öböl – Atlanti-óceán             | 300            | 80             |
| 14.     | Szél felőli átjáró     | Karib-tenger – Atlanti-óceán             | 230            | 85             |
| 15.     | Skagerrak              | Kattegat – Északi-tenger                 | 225            | 60             |
| 16.     | Kattegat               | Északi-tenger – Balti-tenger             | 200            | 60             |
| 17.     | Kis-Bælt               | Nagy-Bælt – Kieli-öböl                   | 180            | 0,6            |
| 18.     | Északi-csatorna        | Ír-tenger – Atlanti-óceán                | 170            | 20             |
| 19.     | Palk-szoros            | Mannari-öböl – Bengáli-öböl              | 160            | 55             |
| 20.     | Vilkickij-szoros       | Laptyev-tenger – Kara-tenger             | 130            | 56             |
| 21.     | Belle-szigeti-szoros   | Szent-Lőrinc-öböl – Labrador-tenger      | 130            | 12             |
| 22.     | De Long-szoros         | Csukcs-tenger – Kelet-szibériai-tenger   | 126            | 146            |
| 23.     | Koreai-szoros          | Kelet-kínai-tenger – Japán-tenger        | 120            | 140            |
| 24.     | Otrantói-szoros        | Adriai-tenger – Jón-tenger               | 120            | 57             |
| 25.     | Nagy-Bælt              | Kattegat – Kieli-öböl                    | 120            | 16             |
| 26.     | Po-szoros              | Po-öböl – Sárga-tenger                   | 115            | 100            |
| 27.     | Dmitrij Laptyev-szoros | Laptyev-tenger – Kelet-szibériai-tenger  | 115            | 50             |
| 28.     | Mona-csatorna          | Karib-tenger – Atlanti-óceán             | 110            | 105            |
| 29.     | Cook-szoros            | Tasman-tenger – Csendes-óceán            | 110            | 85             |
| 30.     | Szent György-csatorna  | Ír-tenger – Kelta-tenger                 | 105            | 80             |